# Greenwood (Pensilvania)
Greenwood es un lugar designado por el censo ubicado en el condado de Blair en el estado estadounidense de Pensilvania. En el año 2010 tenía una población de 2.458 habitantes.

## Geografía
Greenwood se encuentra ubicado en las coordenadas 40°31′57″N 78°21′32″O / 40.53250, -78.35889.. Según la Oficina del Censo de los Estados Unidos, Greenwood tiene una superficie total de 1,02 mi² (2,6 km²), de la cual 1,02 mi² (2,6 km²) corresponden a tierra firme y 0 mi² (0 km²) es agua.